# Битва в Белой Долине
Битва при Валя Албэ она же битва при Рэзбоень (Battle of Războieni) — сражение, произошедшее 26 июля 1476 между молдавским господарём Стефаном Великим и турецким султаном Мехмедом II Завоевателем.
Мехмед II, жаждал реванша после поражения год назад в битве при Васлуй, поэтому начал новую кампанию против Молдовы. Османская армия насчитывала от 90 000 до 150 000 человек, к которым присоединились 10 000–12 000 валашских воинов, посланных господарем Валахии Лайотой Басарабом. Турецкая армия переправилась через Дунай во второй половине июня 1476 года и направилась по Долине Сирета к Сучаве. В этих условиях Стефан укрепил крепости, отправил часть войска против татар, сумев изгнать их из страны, и лишил турок средств снабжения. Не получив помощи, попрошенной у поляков и венгров, Стефан был вынужден противостоять захватчикам всего с 12 000 воинами. Господарь отпустил по домам солдат своей большой армии, чтобы те могли защитить свои семьи от нашествия татар. Он обустроил свой лагерь на плато, возвышающимся над долиной Белой речки, притока реки Молдова, где возвел укрепления в виде рвов и стен. В том месте, которое будет названо Рэзбоень, господарь попытался остановить лавину османов.
25 июля 1476 года атаковал турецкий авангард под руководством бейлербея Румелии Сулеймана Хадымбул, которого Стефан Великий победил в сражении при Васлуй. На следующий день была отбита новая атака османской пехоты. Султан начинает решающую атаку во главе янычар, а Стефан после яростного сопротивления подавляющему количественно противнику, вынужден был оставить лагерь и отступить через лес.
Летописец Григоре Уреке писал об этой битве, что молдаване, долгое время не по своей воле воевавшие и уставшие, не имея никакой помощи, падали, но сражаясь до смерти, побежденные не оружием, а подавленные турецким множеством; и столько погибло молдаван, что от тел павших побелела поляна. Погибли многие знатные бояре и самые храбрые воины, и было великое горе в стране и во всех краях, куда доходила весть о том, сколько молдаван погибло от рук неверных.
В это время османы ограбили страну, но крепости выстояли. К концу августа армия Мехмеда II, преследуемая Стефанoм Великим, начала отступать, так и не достигнув своей цели. Последствия османской кампании 1476 года были драматичными для Молдовы: страна была разорена турецкими и татарскими набегами, ограблено много добра, нарушена экономическая деятельность.
Несмотря на это, Стефан продолжает дипломатические усилия для поддержания антиосманской коалиции, но безуспешно. Сознавая, что в борьбе с Османской империей долгосрочная победа невозможна, во второй половине 1479 или первой половине 1480 года господарь Молдовы согласился вновь выплачивать дань султану.